# José Lutzenberger
José Antonio Lutzenberger (Porto Alegre, 17 de dezembro de 1926 – Porto Alegre, 14 de maio de 2002) foi um agrônomo, escritor, filósofo, paisagista e ambientalista brasileiro que participou ativamente na luta pela preservação ambiental.
Filho de imigrantes alemães, formou-se como agrônomo especializado em adubos, e por muitos anos trabalhou para companhias do setor, a maior parte do tempo para a Basf, viajando a serviço para vários países como um técnico e executivo da empresa. No fim dos anos 1960 começou a se desiludir com as políticas agrícolas danosas para o meio ambiente, e em 1970 deixou seu emprego para dedicar-se à causa do ambientalismo.
Em 1971, junto com um grupo de simpatizantes de Porto Alegre, fundou a Associação Gaúcha de Proteção ao Ambiente Natural (Agapan), uma das primeiras associações ecológicas do Brasil, e à sua testa ganharia projeção local, nacional e internacional em inúmeras campanhas, conseguindo importantes conquistas em uma época em que o ambientalismo ainda era coisa desconhecida pela maioria. De fato, conseguiu chamar grande atenção para o tema com sua personalidade enérgica e combativa e seu sólido preparo intelectual e científico. Sua liderança do movimento no Brasil se consolidou em 1976, quando lançou o livro Manifesto Ecológico Brasileiro: O Fim do Futuro?, sua obra mais conhecida. Publicou muitos outros textos e palestrou pelos quatro cantos do mundo, sensibilizando grandes e influentes audiências, e ao mesmo tempo despertando a fúria de outros setores da sociedade, sendo chamado, ao mesmo tempo, de gênio pioneiro e de louco fanático.
Em 1987 se desligou da Agapan e criou a Fundação Gaia, dedicada à promoção de um modelo de vida sustentável, presidindo-a até sua morte. Continuava envolvido em inúmeros outros projetos locais e em outras regiões, conduzindo também uma empresa de reciclagem de resíduos industriais. Em 1990 foi convidado pelo presidente Fernando Collor de Melo para assumir a pasta do Meio Ambiente. Sua atuação foi breve e muito controversa, mas deixou realizadas obras importantes como a demarcação das terras ianomâmis. Seu estilo contundente de crítica, não poupando ninguém, muito menos o governo, não cessou de lhe trazer problemas, e após denunciar a corrupção no Ibama, em 1992, foi demitido.
Afastado da cena política, deu continuidade ao seu trabalho independente, sendo constantemente solicitado a dar entrevistas, palestras e assessorias de várias espécies até o fim da vida, procurando manter-se atento aos novos problemas ambientais que o progresso vem trazendo, e sugerindo soluções que o mesmo progresso pode oferecer se conduzido com sabedoria. O valor de sua contribuição foi reconhecido mundialmente, recebendo inúmeras distinções importantes, como o Prêmio Nobel Alternativo, a Ordem do Ponche Verde, a Ordem de Rio Branco, a Ordem do Mérito da República Italiana e doutorados honoris causa, além de ser celebrado como um dos pioneiros e um dos maiores ícones do movimento ecológico brasileiro.

## Biografia

### Primeiros anos
Era filho do distinguido artista plástico, arquiteto e professor teuto-brasileiro Joseph Franz Seraph Lutzenberger, que se mudou para o Brasil a convite da empresa de engenharia Weiss, Mennig & Cia., e de Emma Kroeff, cujo pai era um pecuarista bem sucedido. Teve como irmãs Maria Magdalena e Rose Maria, ambas artistas e professoras. A família o chamava de Jolch. Teve uma infância em contato com a natureza, que foi documentada em desenhos e crônicas de seu pai, que certa vez registrou: "Jolch passava horas caminhando pelas ruas e campos do Bonfim e do Caminho do Meio, área ainda pouco habitada que se estendia em direção à parte alta de Porto Alegre. Um dos seus destinos favoritos era o Parque da Redenção, uma enorme área verde no coração do Bonfim... A Redenção era para Jolch a própria encarnação da maravilha".
Em 1940 ingressou no Colégio Farroupilha, onde desenvolveu interesse pela química e a física. Transferido para o internato dos irmãos maristas, não se adaptou á disciplina da escola, terminando seus estudos iniciais no Colégio do Rosário. Também estudava francês e inglês em outras escolas, além de já dominar o alemão, falado em casa. Prestou serviço militar e em 1947 ingressou na Faculdade de Agronomia da Universidade Federal do Rio Grande do Sul. Nesta época seu temperamento combativo já era notado, e era também visto como excêntrico pelos colegas.

### Carreira na indústria química
Formou-se em 1950, com dois semestres de estudos complementares em agroquímica e edafologia na Universidade do Estado da Luisiana, nos Estados Unidos. De volta ao Rio Grande do Sul, com o seu preparo, conseguiu facilmente uma boa colocação na Companhia Riograndense de Adubos. Nesta época, contra a vontade de sua mãe, casou-se com Annimarie Wilms. Permaneceu no emprego por quatro anos, sendo contratado a seguir pela Sulpampa para atuar como intérprete de línguas do diretor da Basf, da Alemanha, associada da Sulpampa.
Em 1957 viajou para a Alemanha a convite da empresa Ciba-Geigy, para atuar na área dos agrotóxicos. Não tinha, naquela altura, intenção de voltar ao Brasil. Permaneceu na Alemanha por dois anos, depois mudando para a Venezuela, já trabalhando para a Basf, como técnico e executivo na área de adubos. Ali nasceu sua primeira filha, Lilly Charlotte. Em 1966, sempre a serviço da Basf, foi transferido para o Marrocos, onde nasceu Lara, sua segunda filha.
Com um padrão de vida confortável, seu trabalho como executivo lhe propiciava viagens pelas regiões vizinhas, e também tempo livre para estudar, podendo continuar sua carreira de cientista. De fato, ele tinha interesse por várias áreas do saber, como a matemática, a biologia, a história e a história das religiões. Também passou a se interessar pelo naturismo europeu. Na Venezuela se encontrou com o cientista Leon Croizat, com quem se aprofundou em biogeografia. Embora sendo basicamente um técnico em adubos, desde os anos 1960 já se interessava pelo problema dos agrotóxicos, especialmente depois de ler trabalhos de Rachel Carson sobre o assunto, incluindo seu clássico Silent Spring. A pesquisadora passou a ser alvo dos ataques da indústria química, mas Lutzenberger discordava da forma como a campanha contra ela estava sendo conduzida. Mesmo assim, nesta época ele ainda não se sentia particularmente compromissado com a causa ecológica.
Sua posição começou a mudar quando foi viver no Marrocos, a serviço da Basf. A empresa ampliara suas atividades para incluir a produção de agrotóxicos, e Lutzenberger achava cada vez mais difícil acomodar suas novas ideias pessoais com a nova política empresarial. Na verdade, uma crise de valores entre ambos fora quase profetizada desde que a Basf o contratara. Um de seus superiores, assim que ele chegou, o advertiu para deixar de lado seus muitos interesses científicos e se concentrar no tema do adubo: "Você precisa ter consciência de que é homem de adubo. Tem que se interessar por adubo!" O dilema acabou por se tornar para ele insustentável, pedindo demissão em 1970.

### Engajamento no ambientalismo
Partindo para Porto Alegre com a família, instalaram-se na casa de seu pai. Na cidade entrou em contato com um grupo que estava preocupado com o desmatamento, a poluição e outros assuntos relacionados. Já conhecia alguns ativistas através de correspondência, como Augusto César Cunha Carneiro, e de suas conversas resultou a ideia de criar uma sociedade de defesa da natureza, seguindo o modelo do naturismo europeu e das associações ecológicas National Audubon Society e Sierra Club, que conhecera nos Estados Unidos. Também teve importância o exemplo de gaúchos precursores como o padre Balduíno Rambo e Henrique Luís Roessler. Sem ter um emprego e sem perspectivas concretas para ganhar a vida, ainda não sabia exatamente o que iria fazer, nem se ficaria no Brasil. Cogitava em algo ligado à terra, como administrar um viveiro de plantas exóticas. Acabou ficando. Primeiro experimentou o comércio de gado. Não teve sucesso, mas o negócio lhe permitiu conhecer o interior do Rio Grande do Sul, ficando impressionado com a devastação das florestas. Isso o convenceu da necessidade de colocar o grupo de Antônio Carneiro em plena atividade.

#### A Agapan e sua liderança do movimento ecológico
O grupo se organizou formalmente em 1971 com o nome de Associação Gaúcha de Proteção ao Ambiente Natural (Agapan), uma das primeiras associações ambientalistas do Brasil, que desenvolveria uma distinguida atividade tanto no estado como no país, sendo o modelo para a fundação de inúmeras outras associações similares. Lutzenberger se tornou a figura mais conhecida da entidade, mas ele atribuiu todo o mérito da iniciativa a Carneiro: "Se não fosse ele, não teria acontecido nada; apesar de não ser cientista, tinha uma grande sensibilidade biológica, sofria ao ver todo o estrago que se fazia à natureza".

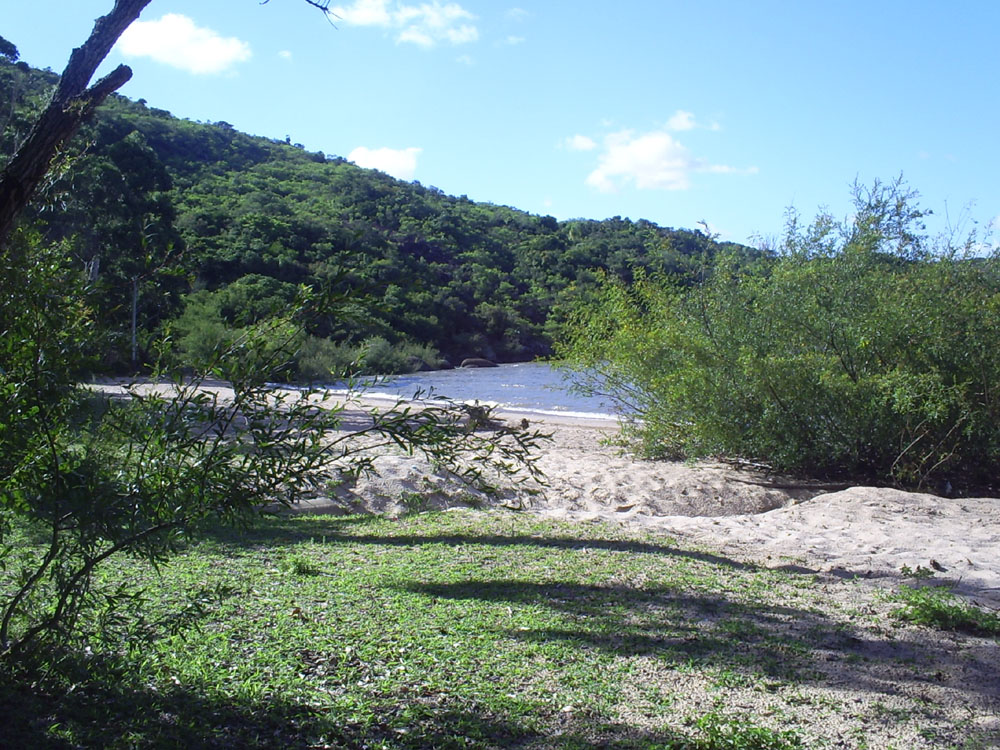
Praia da Pedreira no Parque de Itapuã

A Borregaard na década de 1970

Através da Agapan, da qual foi o primeiro presidente e com cuja história sua carreira pessoal se confunde, seu nome começou a se projetar. O discurso que proferiu na fundação da sociedade, publicado nos jornais de Porto Alegre, já chamou grande atenção, fazendo com que as reuniões semanais do grupo passassem a contar com um número crescente de interessados. Tendo uma personalidade enérgica e assertiva, não dizia nada em meias-palavras, mas fundamentava seus argumentos sobre bases científicas, ao contrário do amadorismo e sentimentalismo que sustentava um movimento ecológico ainda incipiente. Com isso caiu no agrado da imprensa, que passou a apresentá-lo ao público em suas atividades e nos protestos de rua que a Agapan organizava denunciando a poluição do lago Guaíba, a perseguição aos morcegos em Porto Alegre, o desmatamento, a redução das áreas verdes urbanas, os perigos dos agrotóxicos e da energia nuclear, entre muitos outros problemas ambientais, locais ou globais, que se tornavam cada dia mais presentes. A Agapan foi um dos principais motores do ambientalismo no estado, numa época em que o tema ainda era praticamente desconhecido pelo grande público. Em grande parte graças às suas atividades o movimento ganhou rapidamente apoio da opinião pública e passou a alcançar importantes conquistas, como a criação do Parque Estadual Delta do Jacuí, do Parque Estadual de Itapuã e da Reserva Biológica do Lami.
Uma de suas lutas mais notórias, encampada pelo jornal Correio do Povo, logo acompanhado pelo Jornal do Comércio e pela Zero Hora, foi contra a Borregaard (hoje Celulose Riograndense), uma empresa produtora de celulose que poluía o ar e as águas do Guaíba. O caso se tornou emblemático. Para Dorfman & Stanislawski, foi "uma das mais importantes lutas ecológicas da história" e, de acordo com Lilian Dreyer, quando a empresa se instalou, mesmo sendo aclamada como a alavanca para um arranco desenvolvimentista no estado,
"Sem o pressentir, solidificou um dos mais combativos movimentos de resistência ecologista que o Brasil já conheceu, e inaugurou um inédito processo de revisão de métodos produtivos.... Em pouco tempo tornou-se uma espécie de inimigo público número um.... Seria difícil pensar em alguma campanha pré-deliberada que rendesse tamanha exposição na mídia a um movimento emergente.... No fim de 1973, o secretário da Saúde do Estado foi pessoalmente interditar a fábrica, a partir de então jogada num ciclo de sanções que resultaram na efetivação de controles ambientais".
Durante o período em que permaneceu na Agapan, Lutzenberger realizou inúmeras palestras por todo o Brasil e também no exterior, falando em português, espanhol, francês, alemão e inglês, e cativando suas audiências por sua precisão científica e clareza de exposição aliadas a uma veemente paixão pela natureza. Na mesma época publicou cerca de cem artigos sobre vários tópicos ecológicos, que tiveram ampla divulgação. Em 1972 se tornou assessor da Comissão Parlamentar de Estudos da Poluição e Defesa do Meio Ambiente da Assembleia Legislativa do Rio Grande do Sul. Com o lançamento do livro Manifesto Ecológico Brasileiro: O Fim do Futuro?, em 1976, cuja primeira edição de 42 mil exemplares se esgotou em pouco tempo, seu nome se consagrou no Brasil como a mais importante liderança no movimento ambientalista, ganhando também o reconhecimento internacional, incluindo um cumprimento do celebrado cientista Konrad Lorenz, ganhador do Prêmio Nobel.

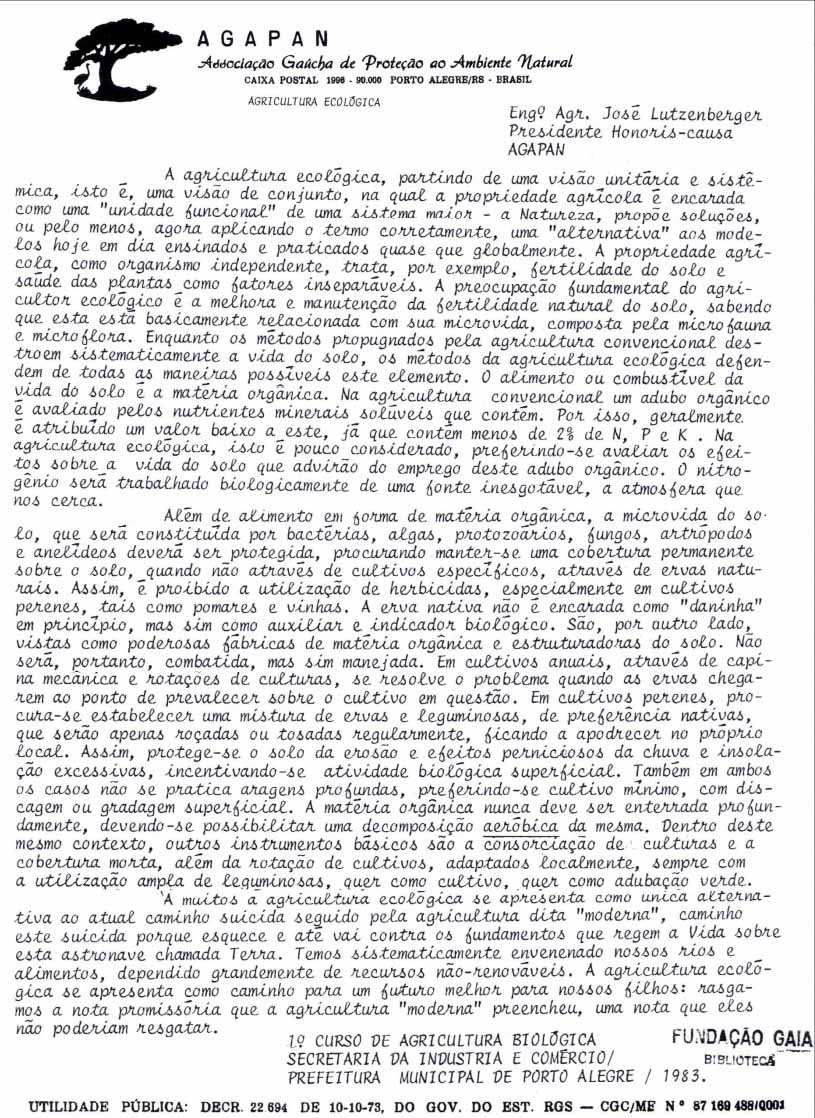
Documento escrito por ocasião do primeiro curso de agricultura ecológica organizado por Lutzenberger e a Agapan, 1983

O engajamento de Lutzenberger na causa ecológica era aguerrido e incansável, uma característica que o acompanhou por toda a vida, e ao mesmo tempo em que ganhava admiradores, fazia também inimigos, em geral desencadeando acesas polêmicas. Frequentemente, o governo com as políticas comprometidas apenas com interesses econômicos e o descaso e a ignorância da população eram o alvo de seus maiores ataques, pois via a problemática ambiental como um conjunto integrado de valores naturais, sociais, culturais e espirituais, que precisava de uma abordagem holística e sustentável para ser entendida e manejada, em que se compartilhassem responsabilidades entre todos os segmentos da sociedade. Sua atuação se torna mais importante porque se desenvolveu corajosamente em um período em que o país estava sob uma ditadura militar e a censura oficial controlava toda manifestação pública. Para Maria Cristina da Silva o movimento ecológico nesta época foi o desaguadouro de todas as queixas da população que haviam sido abafadas pela ditadura, e isso explica muito do seu súbito crescimento no Brasil entre os anos 1960 e 70. Augusto Carneiro lembrou mais tarde que "naquele tempo, da ditadura, as únicas notícias boas eram as nossas. Nós dominávamos a imprensa. Lutzenberg era um cara bom de imprensa". Atuando com habilidade, a Agapan e Lutzenberger, embora fossem chamados repetidas vezes pela polícia para dar esclarecimentos de suas atividades, poucas vezes entraram em conflito aberto com os militares, e procuravam manter seu ativismo o mais longe possível da política institucionalizada. Um caso a lembrar foi sua luta contra o projeto governamental de instalar usinas nucleares no país, sintetizada no seu livro Pesadelo Nuclear, de 1980.
No entanto, toda essa atividade não pagava seu sustento, e ele precisou fazer serviços diversos para sobreviver, principalmente de paisagismo, para o qual tinha um talento reconhecido por Burle Marx. Juntos, eles definiram o projeto paisagístico da área de uso público do Parque Estadual da Guarita, de cuja criação Lutzenberger foi um dos grandes incentivadores. O parque muitas vezes foi cenário para atividades de conscientização ecológica de escolares, levados para lá em excursões promovidas pela Agapan com a presença de Lutzenberger. Um projeto semelhante ele desenvolveu para formação de professores da rede pública estadual, ministrando cursos em viagens pelo interior do Rio Grande do Sul. Mesmo sendo parte de projetos oficiais, o cientista não media palavras e criticava o governo, e por isso acabou dispensado. Outro projeto de paisagismo importante foi o que ele deixou na área de reflorestamento da própria antiga Borregaard, antes o grande vilão do meio ambiente estadual. Em 1978, por encomenda do governo gaúcho, projetou o Parque da Doca Turística de Porto Alegre. Um ano depois fundou a empresa Vida Produtos e Serviços em Desenvolvimento Ecológico Ltda., especializada em reciclagem de resíduos industriais.
Permaneceu na chefia da Agapan até 1987. Seu afastamento foi explicado pelo próprio: "Eu não saí da Agapan. Aconteceu que surgiu um grupo de guris (jovens) que não sabia nada de nada e que transformou a Agapan em política partidária. E aí eles perderam, inclusive, a penetração nos meios de comunicação. Eles não tinham nada a dizer". De fato, depois de sua saída a associação entrou em uma crise de identidade e de gerações. Para Marcos Gerhardt, "os fundadores da Associação.... tiveram considerável dificuldade para dialogar com o novo grupo e para compreender o contexto brasileiro que se transformava com o final da ditadura". Mesmo que o grupo de Lutzenberger preferisse evitar a política, o movimento ecológico a partir dos anos 1980 já havia se disseminado por todo o Brasil e se transformava; muitos já cogitavam seriamente na participação na política e logo efetivamente participavam, ocasionando a promulgação de muita legislação ambiental nova em todos os níveis institucionais da nação. Em 1982 Porto Alegre já tinha seu primeiro vereador ambientalista, Caio Lustosa. Em 1986 era fundado o Partido Verde e em 1988 o movimento já era influente a ponto de interferir na nova Constituição, obrigando à inclusão de todo um capítulo para o meio ambiente. E cada vez mais se patenteava a necessidade de o ambientalismo incorporar um mais amplo espectro de saberes e de setores da sociedade, passando a contar com a participação de universitários, sindicatos, associações de bairro, comunidades rurais alternativas e os "sem-terra". Articulava-se uma integração nacional do ativismo, que, segundo Eduardo Viola e Ailton dos Santos, mostrava sinais de maturidade, tornava-se multidisciplinar e se direcionava para a socioecologia.

#### A Fundação Gaia e uma importante premiação
No mesmo ano em que deixou a Agapan ele criou a Fundação Gaia, com o objetivo de "promover a consciência e a ética ecológica no contexto de uma visão unitária da vida e do universo. Isso inclui promover a democracia real, participação e descentralização administrativa, autonomia e poder local". A Fundação atua na área de educação ambiental e na promoção de tecnologias socialmente compatíveis, tais como a agricultura regenerativa (ecológica), manejo sustentável dos recursos naturais, medicina natural, produção descentralizada de energia e saneamento alternativo. A sede rural, em Rio Pardo (RS), leva o nome de Rincão Gaia, uma área de 30 hectares que fora uma antiga pedreira de basalto, e que se tornou exemplo de recuperação de áreas degradadas.
Em 1988, por sua dedicação ao ambiente, recebeu da Right Livelihood Foundation o prestigioso Prêmio Nobel Alternativo. Na ocasião, aceitou o prêmio em nome de todo o movimento ecológico nacional, protestou contra a perda da biodiversidade e a devastação florestal, alertou sobre as mudanças climáticas e expressou-se convencido de que a sociedade moderna vive "uma orgia de desperdício".

#### Ministro do governo Collor
Quando foi criada a Fundação Gaia o movimento ecológico já havia perdido seu ímpeto revolucionário inicial, mas ainda considerava os governos como um dos principais inimigos da causa. Por isso, a comunidade ambientalista independente com surpresa recebeu, em 1990, a notícia de que ele havia aceito um convite para integrar o ministério do presidente Fernando Collor de Mello. Lutzenberguer explicou a decisão - que considerou a mais difícil de sua vida - como uma oportunidade rara de ocupar uma posição muito influente, como Secretário Especial do Meio Ambiente, com status de ministro, mas sabia que haveria um alto preço a pagar:
"O Collor me ofereceu um espaço que eu, em sã consciência, não poderia recusar.... Eu nunca quis ser governo. Eu sabia que ia ser uma coisa horrível para mim, e foi. Como é que eu podia dizer não? Ele me deu um espaço. Eu aproveitei esse espaço durante dois anos. Durante este tempo, inclusive, aconteceu que grande parte do movimento ambiental se virou contra mim - queriam que eu falasse mais com eles, que eu falasse todo dia o que eu estava fazendo; ao contrário, trabalhei principalmente nos bastidores, falando o mínimo possível".
Nesse período, desempenhou um papel importante na demarcação das terras indígenas, em especial a dos ianomâmis, em Roraima, na definição do conceito de Área de Proteção Ambiental, na nova legislação sobre a mata atlântica, na decisão do Brasil de abandonar o projeto da bomba atômica, e na assinatura do Tratado da Antártida e da Convenção sobre a Diversidade Biológica. Também participou dos encontros preliminares para a Conferência das Nações Unidas sobre o Meio Ambiente e o Desenvolvimento, a Rio-92. Para integrar sua equipe de colaboradores, trouxe de Porto Alegre sua antiga e importante parceira de lutas ecológicas Magda Renner, que assumiu um posto no Conselho Nacional do Meio Ambiente.
Mesmo preferindo uma atuação discreta, seu espírito combativo não estava apagado. Ao contrário da tendência política dominante, seu discurso se aproximava da doutrina do "crescimento zero", entendendo como insustentáveis os modelos baseados em projeções de crescimento constante.  Procurou reprimir o uso do mercúrio no garimpo, o garimpo em terras indígenas, as queimadas e o desmatamento, o lobby das empreiteiras de construção e era contrário à construção de hidrelétricas na Amazônia. Sofreu também muitas críticas, como a de querer sabotar o desenvolvimento da Amazônia de ser omisso diante da corrupção oficial, de ser pouco assíduo e negligente em suas funções de rotina, e por suas posições intransigentes foi até chamado de "fanático" e "ecolouco". Também foi acusado de receber indevidamente dinheiro da Gaia Foundation da Inglaterra, como foi noticiado pela revista Executive Intelligence Review, e de isolar os ambientalistas brasileiros das decisões, preferindo o conselho de estrangeiros, em meio a muito debate a respeito de se os ambientalistas deveriam ou não participar do governo.
Sua permanência no governo foi breve e, como se percebe, controversa. Segundo Fernandes & Valença, ele tentou implementar um modelo radicalmente novo de política ambiental, abandonando a visão tecnocrática e os megaprojetos, e convocando as populações locais à participação. Por isso não tardou em entrar em conflito com o sistema em vigor, encontrando oposição principalmente na bancada ruralista do Congresso e na indústria madeireira. Sofreu também forte hostilidade de várias figuras proeminentes da Escola Superior de Guerra, para quem Lutzenberger era um comunista associado a interesses estrangeiros. Os militares chegaram a suspeitar que ele estaria favorecendo um complô internacional para outros países se apossarem da Amazônia. O estopim para sua saída foi uma devassa que planejou fazer no setor madeireiro, que deveria envolver a Ordem dos Advogados do Brasil, a Procuradoria Geral da República e várias ONGs. Foi pressionado pelo governo para desistir da ideia mas recusou. Em uma reunião na sede brasileira da ONU, no dia 18 de março de 1992, ao longo dos encontros preparatórios para a Rio-92, ele denunciou o Ibama, o órgão governamental responsável pela política ambiental, de ser "uma sucursal de madeireiros" e um centro de corrupção, aconselhando as ONGs ambientalistas internacionais a suspenderem suas contribuições em dinheiro ao Brasil pois certamente ele seria desviado. No dia seguinte sua queda já era prevista pela imprensa, e logo se efetivou no dia 21.

### Anos finais
Mesmo já não sendo parte do governo, dois meses depois fez um pronunciamento independente na Rio-92, onde recebeu homenagens e foi convidado pelo Dalai Lama para uma conversa privada. Hochstetler & Keck consideram que sem ele a participação brasileira oficial na Rio-92 foi apagada, e dominada pelos diplomatas de carreira com pouco interesse real pelo meio ambiente. De qualquer modo, segundo David Cayley sua palestra foi uma das mais notáveis e comoventes do evento:
"Falou da destruição das florestas tropicais e da extinção de espécies. Falou dos povos (indígenas) que desapareceram e de linguagens que jamais serão ouvidas de novo no planeta. E falou com tanta honestidade que me admirei de que ele possa viver sob o peso de tão terrível conhecimento. No dia seguinte, tive a chance de falar com ele e descobri um homem cheio de esperança".
Na entrevista, Lutzenberger disse estar feliz. Suas ideias de agricultura sustentável já estavam sendo adotadas em larga escala no Brasil, e trabalhava para a antiga e odiada Borregaard, agora sob uma nova orientação:
"Eu sou fundamentalmente um otimista e sou mais otimista hoje do que há dezoito anos atrás, quando comecei o envolvimento com a ecologia. Naquela época eu estava convencido de que se a sociedade industrial moderna, especialmente sua última degeneração a que chamamos de sociedade de consumo, durasse mais trinta anos, isso significaria o fim do mundo. Mas agora já vemos algumas mudanças. As mudanças estão acontecendo em todo o mundo e um encontro como este é uma prova disso.... Agora estou trabalhando com uma grande empresa de celulose, o que talvez seja a maior satisfação de minha vida. Durante doze anos combatemos essa processadora de polpa.... Antes ela causava uma poluição tremenda no rio, mas hoje talvez seja a indústria de celulose mais limpa do planeta. Eles gastaram 40 milhões de dólares em um projeto de tratamento. Eles têm também talvez o melhor serviço florestal que já vi, embora plantem enormes monoculturas de eucalipto. No entanto, 30% de suas terras são reserva natural. É a única reserva florestal do estado que tem proteção de fato eficiente. Juntos, estamos desenvolvendo métodos de reciclar o resíduo biológico do processamento da celulose em adubo orgânico. Então, um antigo inimigo agora se tornou um poderoso aliado".
Ainda em 1992 participou como convidado do Instituto Goethe num grande Simpósio Internacional sobre a questão da Ética na Política. Mas a experiência no governo parece ter deixado nele uma marca de cansaço e desilusão, e a partir daí começou a se afastar da cena política. Chegou a declarar que "fico doente só de pensar em Brasília". A historiadora Teresa Urban, que o entrevistou em 1998, diz que lhe ficara uma visão pessimista do futuro, acreditando que o modelo atual da civilização é predatório, consumista e desperdiçador, e que se mudanças profundas não acontecerem rápido um colapso global é inevitável dentro de muito pouco tempo.
Seja como for, Lutzenberger continuou trabalhando em vários projetos relacionados ao meio ambiente até o fim de sua vida. Dedicou-se à coordenação das equipes técnicas de sua empresa, a Vida Produtos e Serviços em Desenvolvimento Ecológico Ltda.; deu assessoria a empresários, indústrias, prefeituras e outros órgãos governamentais; continuou dirigindo a Fundação Gaia e desenvolvendo técnicas de agricultura sustentável e recuperação de áreas degradadas. A partir de 1998 seus novos alvos de ataques foram a indústria dos transgênicos e as ameaças de privatização das reservas mundiais de água potável. Em entrevista concedida em 2001, pouco antes de falecer, apesar de reconhecer que ainda falta muitíssimo a fazer pelo meio ambiente, uma etapa importante estava vencida:
"Eu acho que hoje há uma mudança fundamental na filosofia. Enquanto que uns 30 anos atrás quem levantava esta questão da maneira como eu levantava era considerado meio louco, hoje, o esquema oficial, pelo menos para o Rio Grande do Sul, está querendo levar a agricultura para o caminho ecológico sustentável e a gente vê, a cada dia, notícias nos meios de comunicação de agricultores que por iniciativa própria estão procurando caminhos de produção sem veneno. Por isso, já não estou nem brigando contra os agrotóxicos. A luta intelectual já está ganha. O que nós temos que fazer agora é promover uma agricultura sadia".
Lutzenberger faleceu em 2002, com 75 anos, de um ataque cardíaco, depois de sofrer várias crises de asma. O governo do Rio Grande do Sul decretou luto oficial de três dias e sua morte foi noticiada no Brasil e no exterior, com muitos louvores ao seu gênio e sua carreira brilhante e frutífera. Foi sepultado em um bosque no Rincão Gaia, em Rio Pardo e, como pediu: nu, envolto em um lençol de linho e sem caixão, ou seja, sem deixar marcas no ambiente, de forma coerente com sua filosofia. O jornal O Sul assim noticiou a cerimônia:
"Uma belíssima e violenta manifestação das forças da natureza. Assim foi a homenagem de Gaia (nome poético dado pelos antigos gregos à Deusa da Terra) a um dos seus maiores defensores, José Lutzenberger. Quando a última pá de terra foi colocada à cova do ambientalista, a fina garoa que caía no final da manhã de ontem se transformou em uma violenta chuva acompanhada por fortes rajadas de vento. A intempérie que atingiu o pequeno bosque de eucalipto chegou a derrubar uma árvore e vários galhos. As dezenas de pessoas que acompanharam o funeral correram. Algumas não deixaram de mencionar que aquilo só poderia ser mais uma das brincadeiras de Lutz (como era chamado por parentes e amigos). Outras, apavoradas, procuraram um lugar seguro para se abrigar".

## Personalidade
Foi por muitos considerado uma pessoa difícil de lidar e conviver. Sua biógrafa Lilian Dreyer deixou uma impressão de sua pessoa:
"A primeira coisa que fica muito forte nele era sua impulsividade (apesar de embasado), se movia por explosões. Ele tinha problemas de relacionamento pessoal, ele frequentemente dava a impressão de ser uma pessoa muito rígida, muito dura e isso era uma primeira impressão, pois na medida em que se ia conhecendo Lutzenberger, percebia-se que era muito emotivo, muito carinhoso, à moda dele, pois ele não sabia expressar isso muito bem, mas havia essa dificuldade dele em lidar com as emoções dele próprio e dos outros também.... As filhas relatam que ele foi um grande companheiro nas viagens, pois ele contava histórias e explicava as coisas.... Sabemos que era pai carinhoso e exemplo de vida para as filhas. Suas atividades e ativismo político ambiental eram motivados por elas, inspiração permanente nos seus pensamentos e palestras".

## Ideias centrais
| “ | A ecosfera não é um simples sistema homeostático, automático, químico-mecânico. O planeta Terra é um ser vivo, um ente vivo com identidade própria, o único de sua espécie que conhecemos. | ” |

Seu pensamento maduro deve muito a influências que recebeu de ambientalistas, filósofos e cientistas europeus e norte-americanos, mas seu interesse pela natureza vinha desde pequeno. Segundo Lilian Dreyer, "dizia que descobriu a mágica da natureza no jardim de sua mãe, e que começou a se interessar em compreender o que descobria por causa do apoio e da mente aberta de seu pai. Era pouco mais que um menino quando começou a estudar Einstein e acompanhar o pensamento do filósofo e matemático Bertrand Russell, influências de que nunca se apartou". Outros que o influenciaram foram Rachel Carson, Ernst Schumacher, James Lovelock, Lynn Margulis, Isaac Asimov, Albert Schweitzer, Thomas Berry, Rupert Sheldrake, Herman Daly, Amory Lovins, Ross Jackson, Hazel Henderson e Francis Chaboussou, entre muitos outros.
Ainda que sua atuação tenha se ramificado em inúmeras frentes e incorporado uma diversidade de elementos conceituais e técnicos distintos, o seu trabalho deriva basicamente de um pressuposto central: a Hipótese Gaia, desenvolvida por Lovelock e Margulis, da qual Lutzenberger foi um dos grandes defensores. A Hipótese postula que nosso planeta é um sistema complexo, integrado e autorregulado, cujos organismos vivos evoluem em conjunto com seu substrato inorgânico, influenciando-se e transformando-se mutuamente de modo a perpetuar a existência da vida, sistema do qual fazemos parte inseparável. Via como urgente e imperiosa a necessidade de se fazer uma crítica moral da ciência e tecnologia contemporâneas como o primeiro passo para a compreensão dos problemas atuais, sendo também necessária a educação geral e o compartilhamento de responsabilidades para uma efetiva conservação do patrimônio natural e nossa integração a ele de forma sustentável. Uma vez que os recursos naturais são finitos, não acreditava em uma civilização fundamentada em perspectivas de crescimento contínuo, e para ele o desenvolvimento só seria possível se apoiado em três bases principais: viabilidade econômica, prudência ecológica e justiça social. Sua atuação se distinguiu também por introduzir uma visão filosófica no tema do ambientalismo. Alguns trechos que escreveu revelam a intensidade e abrangência de seu pensamento:

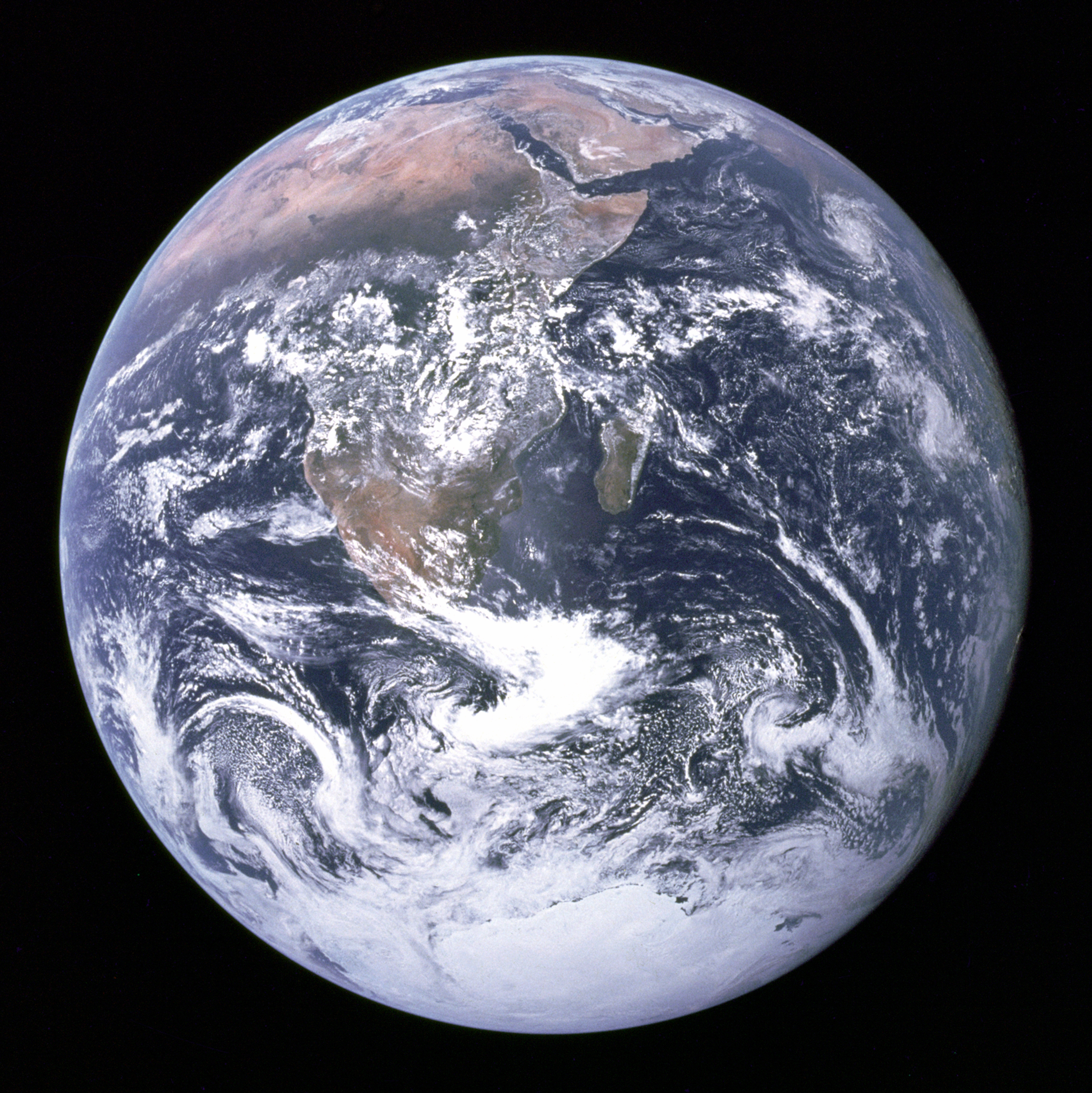
A Terra, o único planeta conhecido a sustentar vida

"“A verdadeira, a mais profunda espiritualidade consiste em nos sentir parte integrante deste maravilhoso e misterioso processo que caracteriza Gaia, nosso planeta vivo: a fantástica sinfonia da evolução orgânica que nos deu origem junto com milhões de outras espécies. É sentir-nos responsáveis pela sua continuação e desdobramento.... Só o cego intelectual, o imediatista, não se maravilha diante desta multiesplendorosa sinfonia, não se dá conta de que toda agressão a ela é uma agressão a nós mesmos, pois dela somos apenas parte. A contemplação do inimaginavelmente longo espaço de tempo que foi necessário para a elaboração da partitura e o que resta de tempo pela frente para um desdobramento ainda maior do espetáculo, até que se apague o Sol, só pode levar ao êxtase e à humildade. Assim, o grande Albert Schweitzer enunciou, como princípio básico de Ética, 'o princípio fundamental da reverência pela Vida em todas as suas formas e manifestações'! Se há um pecado grave, esse é frear a Vida em seu desdobramento, eliminar espécies irremediavelmente, arrasar paisagens, matar oceanos".
"A economia humana é um aspecto parcial da economia da Natureza. As ciências econômicas, portanto, deveriam ser encaradas como aquilo que realmente são: um capítulo apenas da ecologia. Entretanto, o passado remoto de nossa cultura nos legou uma filosofia de dicotomia Homem/Natureza. Baseado nesta visão dicotômica, o pensamento econômico que permitiu o aparecimento da atual forma de sociedade industrial e de seu auge, a sociedade de consumo, parte de um modelo absurdo, um modelo divorciado da realidade.... Um modelo dessa natureza solenemente ignora o funcionamento da ecosfera da qual o Homem e todas as suas atividades são parte inextrincável".
"É claro que a Terra não é um ser vivo como uma planta ou um animal individual, que nascem, crescem, se reproduzem, envelhecem e morrem, mas é um sistema vivo, como o é um bosque, um cerrado ou banhado, porém num nível de organização superior ao destes. No organismo da Terra, a Gaia dos gregos, nós humanos, individualmente, somos como células de um de seus tecidos".
"Já somos os olhos de Gaia. Com os olhos dos astronautas e nas imagens de satélite, a Terra pela primeira vez viu-se a si mesma, em toda sua singela beleza. Poucos dão-se conta do monumental, não somente em termos de história humana, mas em termos de história da Vida, que representa aquela primeira foto de Gaia. Este é um fato totalmente novo! Um momento decisivo. Uma situação faustiana. O homem, conhecendo demais, talvez cedo demais, cego de orgulho e com gula incontrolável, desencadeou um processo de demolição que supera todas as crises anteriores. Neste momento, nosso comportamento representa um perigo mortal para Gaia. Mas isto não é inevitável".

## Publicações e algumas campanhas principais

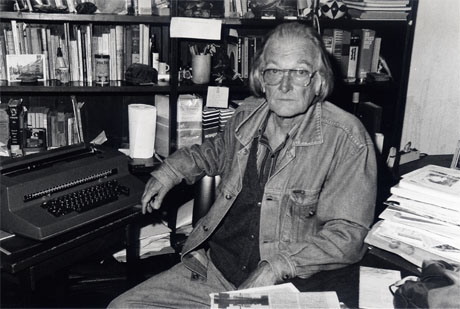
Lutzenberger em seu escritório. Foto do Right Livelihood Award Foundation Archive

Lutzenberger deixou um grande número de escritos, entre artigos e ensaios, muitos reunidos em livros, em que abordou variadíssimos aspectos, de pontuais a globais, dessa temática principal, alertando contra as ilusões do progresso e mostrando como as ações irrefletidas do ser humano interferem no meio ambiente e como isso reverte em prejuízo do ambiente e do mesmo ser humano que interferiu. Para ele "a verdadeira contestação é ampliar o horizonte".
Nessa produção escrita deve ser destacado o Manifesto Ecológico Brasileiro: O Fim do Futuro?, considerado um divisor de águas no ambientalismo brasileiro e talvez seu texto mais fundamental, a primeira "reflexão global e sistemática sobre a crise ecológica brasileira", como pensa Eduardo Viola, cuja influência, nas palavras de Gustavo Pinheiro, se fez sentir sobre "uma série de pesquisadores, ecologistas e a comunidade de uma forma geral, no sentido da necessidade de se criar alternativas ao moderno padrão tecnológico que se impunha à agricultura brasileira". Outros livros a lembrar são Gaia, o Planeta Vivo: por um caminho suave, onde é exposta a Hipótese antes citada; Manual de Ecologia: do jardim ao poder, que para sua biógrafa Lilian Dreyer ilustra até no título a amplitude de seu pensamento, e Garimpo ou Gestão: Crítica Ecológica do Pensamento Econômico, publicado postumamente, onde questionou os valores e a moralidade da economia mundial e suas consequências para o meio ambiente e a vida humana digna.
Além de defender o meio ambiente de forma geral, destacou-se em várias campanhas particulares de grande repercussão, muitas vezes em associação com a Agapan ou outras entidades e grupos, das quais seguem alguns exemplos:
- Sua primeira batalha importante se deu no início da década de 1970, contra a Borregaard, como já foi antes citado, culminando no fechamento temporário da empresa e numa reformulação em seus métodos de manejo e descarte de resíduos.[76]
- Outra, na mesma época, resultou em uma ampla reforma na legislação estadual sobre agrotóxicos que serviu de modelo para outros estados e para a Lei Federal nº 7.802/89, considerada uma das mais avançadas do mundo.[77][78]
- Em 1978, após encontro com o cardeal Dom Paulo Evaristo Arns, definiu-se a ecologia como tema da Campanha da Fraternidade daquele ano, organizada anualmente pela Conferência Nacional dos Bispos do Brasil, com o lema Preserve o que é de todos.[79]
- Promoveu a primeira crítica consistente e profunda da energia nuclear no Brasil, analisando suas consequências para o meio ambiente e para a civilização. A campanha resultou em uma emenda à Constituição do Estado do Rio Grande do Sul vedando o uso dessa energia no estado, e mais tarde influiu na decisão do Brasil de desistir da bomba atômica.[80]
- Combateu o programa governamental do Proálcool por destruir ecossistemas únicos e estimular a exploração da força de trabalho, o mau uso da terra e o uso indiscriminado de agrotóxicos.[81]
- Em 1981 foi roteirista de um documentário produzido pela televisão britânica sobre a devastação da Amazônia que teve divulgação internacional.[19][48]
- Protestou, em 1982, contra a destruição das Sete Quedas de Iguaçu, consideradas um patrimônio natural insubstituível, para a construção da Usina de Itaipu, em uma das maiores manifestações ecológicas que o Brasil já conheceu.[23][82]
- Participou do movimento pela criação de um Receituário Agronômico como instrumento de gestão dos impactos ambiental e de saúde pública decorrentes do uso de agrotóxicos, com uma doutrina agrícola renovadora e sustentável que foi em parte adotada pelo governo federal.[83]
- Lançou uma campanha de coleta seletiva e reciclagem de lixo que serviu de modelo para projetos da prefeitura de Porto Alegre, outras cidades e grupos independentes.[84]
- Discursou no Congresso dos Estados Unidos em 1984, com transmissão da televisão brasileira para todo o país, denunciando a devastação da Amazônia, o êxodo forçado de populações pobres, o desaparecimento dos povos indígenas, os prejuízos social e econômico das grandes monoculturas e a interferência de interesses estrangeiros, entre eles do Banco Mundial, na definição de políticas nacionais. Sua fala foi considerada pelo Banco como um desastre de proporções inauditas em suas relações públicas e desencadeou uma resposta internacional, bem como a intimação do Congresso norte-americano ao Secretário do Tesouro, Donald Reagan, para que obrigasse o Banco a rever suas políticas de desenvolvimento danosas para a Amazônia e seus habitantes, especialmente seu financiamento do plano Polonoroeste do governo brasileiro, visto pelos ecologistas como um enorme equívoco ecológico, social, cultural e econômico.[43][85][86][87] Em parte seus objetivos foram alcançados, com uma redução significativa na liberação de recursos para as obras de integração na Amazônia.[88]
- Como Secretário do Meio Ambiente, voltou a combater o Banco Mundial sobre bases semelhantes, dizendo que seria melhor para o mundo se ele fosse extinto, mas seus atos mais lembrados como governo são a demarcação das terras dos ianomâmis, resolvendo uma parte importante de um antigo problema que envolvia povos indígenas, colonos brancos, garimpeiros, grandes interesses econômicos e litígios de fronteira, e a participação nas preparações da Rio 92, onde, segundo Lago, em suas intervenções "despertou surpresa e entusiasmo nos encontros multilaterais, pois acentuavam, principalmente, questões éticas e filosóficas". Seu afastamento do cargo pouco antes da abertura oficial, impedindo-o de liderar os trabalhos, foi considerado uma grande perda para o evento.[43][86][87][89][90]

## Controvérsias e legado

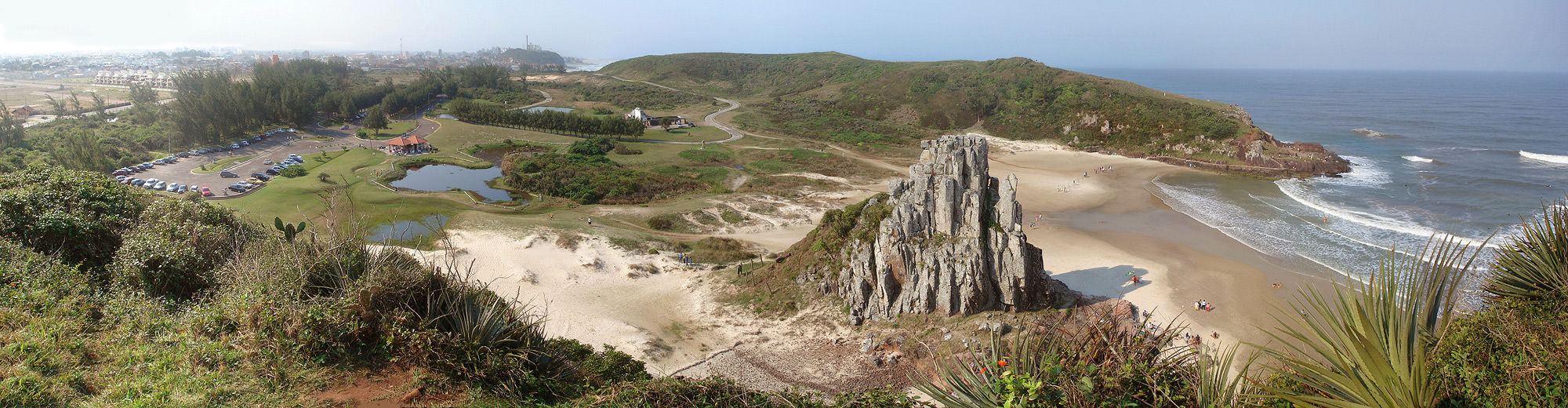
Uma perspectiva parcial do Parque da Guarita, cuja criação muito se deve a Lutzenberger, e cuja área de uso público teve projeto paisagístico assinado por ele e Burle Marx.

José Lutzenberger se tornou um verdadeiro ícone da causa ecológica no Brasil, sendo respeitado também no exterior como o principal e mais vigoroso porta-voz do movimento no Brasil. Além de ser um grande personagem nesta luta, ele foi um dos seus pioneiros, surgindo em plena ditadura militar e enfrentado a censura oficial, mas sendo capaz de atrair um grande número de simpatizantes com o carisma de sua personalidade forte, dinâmica e intimorata e seu discurso bem articulado. Tinha um sólido preparo intelectual e científico, o que lhe possibilitou sustentar consistentemente suas teses num tempo em que o ambientalismo ainda tinha um caráter bastante amador e emocional. Desde o início ele próprio reconhecia a necessidade de "profissionalização" dos ambientalistas dizendo, com certo humor, que o movimento deveria parar de reunir só caçadores e escoteiros para tentar atrair principalmente os políticos "verdes" e os cientistas. Durante muitos anos foi o principal articulador do movimento ecológico no Brasil, e de acordo com a Rede Brasileira de Jornalismo Ambiental, "nas décadas de 70 e 80, não havia como fazer um enfrentamento jornalístico de certas questões sem se ouvir o Lutzenberger". Quando foi lançada sua biografia em 2012, comemorando os dez anos de seu passamento, as manifestações públicas foram unânimes em descrevê-lo como um homem muito à frente de seu tempo. Segundo Jairo Vieira, seu discurso "se destacou sempre pelo tom irônico com que desdenhava dos que se atreviam a contestar suas argumentações. Palestrante de grande poder de persuasão, recebia convites de várias entidades, não só para emitir pareceres e críticas ácidas aos atos dos poderes públicos como também propor alternativas e soluções para problemas ambientais".
Em que pese o seu grande prestígio, sempre desencadeou polêmicas e foi criticado por muitos, sendo chamado de louco, fanático e "profeta do Apocalipse".  Mesmo seu grande companheiro da Agapan, Augusto Carneiro, discordava do que via nele como uma inclinação ao "catastrofismo", que mostrava especialmente nos seus primeiros e revolucionários anos, aconselhando-o à moderação a fim de conquistar credibilidade junto ao público. Na opinião do ambientalista Paulo Nogueira Neto, que foi um de seus predecessores na pasta do Meio Ambiente, e que entrou em choque com Lutzenberger várias vezes, "ele gostaria de viver num mundo utópico e se esquecera das realidades do mundo moderno... Lutzenberger é um orador brilhante, mas fica nas esferas teóricas. Discordo dele quando desconsidera as unidades de conservação e quando se mostra panteísta, dizendo que a natureza é sagrada ou quase". Marcos Gerhardt disse que "a competência científica, a erudição e a posição combativa e crítica de Lutzenberger em temas ecológicos contrastava com sua opinião conservadora sobre política e sociedade, especialmente em frases como estas: 'Li Marx de ponta a ponta no original, em alemão. É tão tecnocrata quanto os capitalistas'; 'Hitler e Mussolini também diziam ser socialistas, como Fidel. Essa palavra e ser de esquerda não significam mais nada'; 'Capitalismo e comunismo são, na verdade, duas seitas da mesma coisa, que é o industrialismo'.
Como um agente solitário ou quando ligado a grupos independentes como a Agapan sua atuação parece ter exercido impacto mais profundo, mas quando ocupou uma posição no governo seus movimentos foram tolhidos por várias razões - entre elas crônica falta de verbas e muitos atritos internos -, muitas vezes foram mal explicados e mal compreendidos, e os frutos que colheu parecem menores. Não obstante, para diversos observadores estrangeiros, sua posse sinalizou uma mudança importante e positiva na política ambiental do governo brasileiro e em várias outras questões relacionadas, fazendo o governo merecer - pelo menos durante algum tempo - o aplauso e atenção da comunidade internacional. Stephan Schwartzman, do Environmental Defense Fund, dos Estados Unidos, falou ao jornal The New York Times que sua indicação para o cargo era "estrondosamente positiva". Mas esse redirecionamento político do governo também foi interpretado como uma cortina de fumaça para esconder problemas graves e uma real indiferença à questão ecológica, angariando fraudulentamente a aprovação estrangeira e em troca obtendo vantagens diplomáticas e econômicas. Nas palavras de Janaína Augusto, "Collor percebeu de imediato que enfatizar a proteção ambiental era provavelmente sua maior moeda de troca na nova parceria pretendida com o Hemisfério Norte". Lutzenberger, como uma figura de proa nessa virada, esteve diretamente envolvido em todas essas polêmicas. Assim, sua passagem pelo governo foi cercada de intensa controvérsia, onde chegou a ser chamado de corrupto, negligente, tirano e subversivo. Mas se para uns foi uma oportunidade perdida e uma decepção, criticado até por membros da Agapan, para outros foi um marco histórico e ele fez muito, seja através de atos, seja pela influência de seu prestígio internacional, deixando uma marca duradoura. Uma apreciação mista de sua atuação também é frequente. Hochstetler & Keck deixam um balanço:
"Era, no fim das contas, um pioneiro do 'novo ambientalismo' no Brasil: sua liderança nas lutas contra a poluição no Rio Grande do Sul, seus escritos e palestras incitando o povo a se engajar em diversos outros pontos do Brasil, e seus contatos estreitos com comunidades e técnicas conservacionistas da Europa (especialmente da Alemanha) e Estados Unidos, o tornaram maior do que a vida. Mas Lutzenberger não era um mediador - era um visionário. Ele jamais aprendeu, nem esteve interessado em aprender, as habilidades que lhe teriam permitido transitar com facilidade entre os diversos campos de ação... Seu papel parece ter sido mais inspirador e técnico, do que organizador ou estratégico".
O próprio Lutzenberger afirmou em 1992 que sua principal preocupação no ativismo era com sua base filosófica, o que poucas vezes teria sido entendido, seja por seus companheiros, seja por seus opositores. Para Philippe Layrargues, "a maior contribuição de Lutzenberger foi sem dúvida fornecer elementos para a questão do antropocentrismo excessivo, trazendo uma nova forma, até poética, de olhar para o planeta". Os pesquisadores do projeto "Ecopersonalismo, Direito e Ambiente", da Faculdade de Direito da Universidade Federal do Rio Grande do Sul, descreveram em 2009 como o seu principal legado "a demonstração da necessidade da adoção de políticas públicas que garantam o desenvolvimento sustentável" e a necessidade da conscientização de todos para a gravidade dos problemas, visando uma mudança de atitudes em larga escala, "a exemplo da adoção de práticas que reduzam ou eliminem o desperdício dos recursos naturais e que consumam menos energia. Ele demonstrou que a reversão da crise ambiental depende tanto da mudança em pequenas ações no cotidiano popular como das grandes ações das políticas públicas dos Estados". Em termos técnicos, sua maior contribuição talvez tenha sido no campo do aperfeiçoamento das práticas de agricultura do Brasil, incentivando um modelo mais sustentável e com menor uso de químicos.
Apesar de suas ideias terem exercido grande influência e continuarem plenamente atuais, ele sabia que o processo de mudança é complexo e imprevisível. Lilian Dreyer assim o declara: "como o próprio Lutz costumava lamentar, as vitórias são parciais e os retrocessos, quase inevitáveis. Hoje o Brasil está à mercê da química pesada - somos campeões mundiais no uso de agrotóxicos.... Além disso, o governo brasileiro, em todos os níveis, continua sem ter uma visão estratégica da biodiversidade, nós continuamos vendo a natureza como estorvo e não como aliada na produção de bem estar". Porém, ele acreditava que é preciso ter esperança, dizendo certa vez: "As instituições falham, a continuidade da destruição está virtualmente garantida, mas as pessoas mudam". Suas duas filhas, Lilly e Lara, se tornaram ambas biólogas e dão seguimento aos seus princípios, mantendo vivos sua memória e seu legado.

## Distinções e homenagens

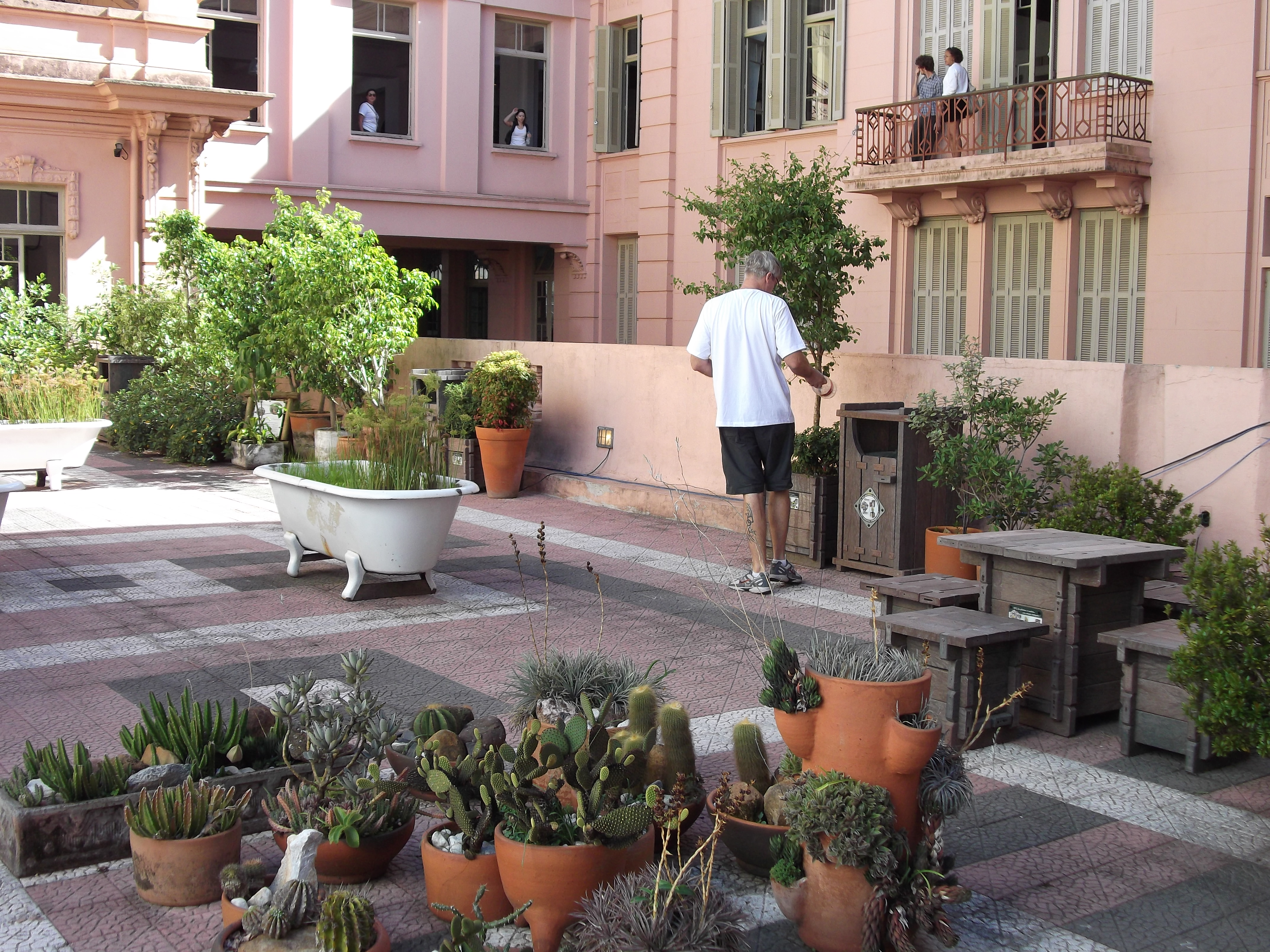
Detalhe do Jardim José Lutzenberger na Casa de Cultura Mario Quintana

José Lutzenberger recebeu mais de oitenta prêmios e honrarias importantes, além de inúmeras outras homenagens menores, tais como dar nome a ruas, feiras, eventos, colégios e praças, dos quais se pode destacar os seguintes:
- Mérito Agronômico de 1980, concedido pela Federação das Associações de Engenheiros Agrônomos do Brasil - 1980[110]
- Medalha Bodo-Manstein, conferida pela Liga para o Meio Ambiente e Proteção da Natureza da Alemanha Ocidental, em Worms, Alemanha – 1981[84]
- Medalha do Conservacionista, conferida pela Assembleia Legislativa do Estado do Rio Grande do Sul - 1988[84]
- Prêmio Right Livelihood, conhecido como Prêmio Nobel Alternativo, em Estocolmo, Suécia - 1988[84]
- Ordem do Ponche Verde do Rio Grande do Sul no grau de Oficial - 1988[84]
- Prêmio Internacional Vida Sana, Barcelona, Espanha - 1990[84]
- Ordem de Rio Branco do Brasil no grau de Grande Oficial - 1990[84]
- Ordem do Condor dos Andes da Bolívia no grau de Comendador - 1990[84]
- Doutor Honoris causa pela Universidade São Francisco, Bragança Paulista - 1991[110]
- Ordem do Mérito de Brasília no grau de Grande Oficial - 1991[110]
- Ordem do Mérito da República Italiana no grau de Grande Oficial - 1991[110]
- Conselheiro Principal da Fundação Brasileira para o Desenvolvimento Sustentável - 1992[84]
- Doutor Honoris causa pela Universidade para Cultura Agrícola, Viena, Áustria - 1995[110]
- Professor Honoris causa pela Universidade de Shandong, República Popular da China - 2000[110]
- Prêmio World Summit Of Ethics 2001, conferido pelo World Summit for Ethics 2001, realizado em Kühlungborn (Alemanha), em reconhecimento por décadas de luta ambiental - 2001[84]
- Seu nome batizou o Parque Estadual José Lutzenberger (mais conhecido como Parque da Guarita), em Torres - 2003;[111] a Reserva Biológica do Lami José Lutzenberger, 2005,[84] e um jardim na Casa de Cultura Mario Quintana, ambos em Porto Alegre.[112]
- A Câmara de Porto Alegre instituiu o Prêmio Ecologista do Ano José Lutzenberger[113]

Em 2005 foi lançada em Brasília, com a presença de várias autoridades, entre elas a Ministra do Meio Ambiente Marina Silva, uma biografia escrita pela jornalista Lilian Dreyer, intitulada Sinfonia Inacabada: a Vida de José Lutzenberger. Em 2007 o dia de seu aniversário foi escolhido para a instituição estadual do Dia do Bioma Pampa. A sua casa em Porto Alegre, que foi projetada por seu pai, foi tombada em 2012 pela prefeitura e deverá servir como sede da empresa de reciclagem industrial criada por Lutzenberger e hoje pertencente às suas duas filhas, Lilly e Lara Lutzenberger. Alguns espaços foram reservados para a criação de um pequeno museu à sua memória e de sua família. No mesmo ano foi lançado um documentário em longa-metragem sobre sua vida: Lutzenberger: For Ever Gaia, que traz depoimentos captados pelo cineasta Frank Coe durante viagens com o ecologista, intercalados a animações de Otto Guerra sobre a sua infância.